# Cat's in the Bag...
Cat's in the Bag... is de tweede aflevering van de televisieserie Breaking Bad. De aflevering werd voor het eerst uitgezonden in de Verenigde Staten op 27 januari 2008.

## Verhaal
De mobilhome van Walter en Jesse wordt afgeleverd bij het huis van Jesse. Het huis, dat eigendom was van de tante van Jesse, is de perfecte schuilplaats voor de twee. Wanneer ze de wagen openen om de twee lijken te verwijderen, merken ze dat een van de lichamen nog beweegt. Emilio is dood, maar Krazy 8 ademt nog.
De twee moeten beslissen wat ze gaan doen. Eén van hen moet het lijk doen verdwijnen, terwijl de andere Krazy 8 moet vermoorden. Om te bepalen wie welke opdracht krijgt, tossen ze. Walter verliest en moet Krazy 8 doden. Ze binden hem in afwachting vast in de kelder van het huis.
Ondertussen begint de zwangere Skyler te vermoeden dat Walter in het geniep met iets bezig is. Wanneer ze wat onderzoek doet, komt ze uit bij Jesse. Walter weet niet wat hij moet vertellen, dus verzint hij een leugen. Hij zegt dat hij soms marihuana rookt en dat Jesse zijn dealer is. Wat later brengt Skyler op een ongelegen moment een bezoekje aan Jesse. Ze maakt hem duidelijk dat hij moet stoppen met dealen. Terwijl Jesse probeert om het lichaam van Emilio verborgen te houden, wimpelt hij Skyler af.
Walter heeft Jesse verteld dat hij het lichaam van Emilio het best kan oplossen in een sterk zuur (waterstoffluoride). Op die wijze blijven er geen bewijzen achter. Jesse vindt echter niet het nodige materiaal om het zuur in te bereiden, en dus besluit hij het lijk op te lossen in zijn badkuip. Maar de badkuip raakt door het zuur ook opgelost en al gauw ligt heel de bovenverdieping van het huis vol met liters bloed en ingewanden.

## Cast
- Bryan Cranston - Walter H. White
- Anna Gunn - Skyler White
- Aaron Paul - Jesse Pinkman
- Dean Norris - Hank Schrader
- Betsy Brandt - Marie Schrader
- RJ Mitte - Walter White Jr.
- John Koyama - Emilio
- Maximino Arciniega - Krazy 8

## Titel
De titel van de aflevering is het eerste deel van een zin. Het vervolg van die zin is de titel van de volgende aflevering. De volledige zin luidt: cat's in the bag and the bag's in the river (Nederlands: de kat is in de zak en de zak is in de rivier). Dit is een citaat uit de film Sweet Smell of Success (1957).
J.J. Hunsecker: That means you've got a plan. Can you deliver?
Sidney Falco: Tonight, before you go to bed. The cat's in the bag and the bag's in the river.